# Joanne Chory
Joanne Chory (Methuen, Massachusetts, 19 de marzo de 1955-La Jolla, 12 de noviembre de 2024) fue una botanista y genetista estadounidense ganadora del Premio Princesa de Asturias en 2019. Fue profesora y directora del laboratorio de biología vegetal celular y molecular de los institutos Salk y Howard Hughes. A su vez, fue profesora asociada a la facultad de Biología celular y del desarrollo de la Universidad de California en San Diego.

## Biografía
Se graduó en Biología en el Oberlin College  de Ohio. Hizo un doctorado en microbiología en la Universidad de Illinois en Urbana-Champaign en 1984. Entre 1984 y 1988 realizó estudios postdoctorales en la Escuela de Medicina de Harvard, en el laboratorio de Frederick Ausbel. En 1988, se vinculó al Instituto Salk como profesora asistente. En 1994, trabajó como profesora agregada y en 1998 fue nombrada directora de investigaciones. En 1997, se vinculó al Instituto Médico Howard Hughes. En 1999, fue nombrada profesora asociada a a la facultad de biología celular y del desarrollo, de la Universidad de California en San Diego.
En 2019 recibió el premio Princesa de Asturias (compartido con la argentina Sandra Myrna Díaz) por su contribución al conocimiento de la biología de las plantas, que son «trascendentales para la lucha contra el cambio climático y la defensa de la diversidad biológica».

## Contribuciones científicas
Chory se interesó por la manera en que las plantas reaccionan a los cambios en su medio ambiente luminoso. Las señales luminosas son necesarias para inducir y regular de numerosos procesos desarrollo en las plantas. Sus trabajos sobre la especie modelo Arabidopsis thaliana él han permitido estudiar los roles de los fitocromo. Su equipo ha estudiado igualmente la coregulación de los genes de los núcleos y de los plastos en la activación de la fotosíntesis. Estudia igualmente los roles de los brasinoesteroides en los procesos de elongación celular.
También se ha interesado en el desarrollo de un vegetal que podría aspirar 20 vez más de dióxido de carbono que los gramíneas de hoy, resistir sequías e inundaciones, y ser comestible y nutritivos.

## Honores y recompensas
- 2024: Premio Wolf en Agricultura.[18]
- 2019: Premio Princesa de Asturias de Investigación Científica y Técnica  junto con la bióloga la argentina Sandra Myrna Díaz.[19]
- 2018: 
  - Premio Gruber de genético.[20]
  - Breakthrough Prize in Life Ciencias[21]
- 2015: miembro de la American Philosophical Society[22]
- 2012: condecoración de la sociedad estadounidense de genética[23]
- 2011: nombrada miembro extranjero de la Royal Society[24]
- 2009: nombrada miembro extranjero de la Academia de Ciencias de Francia[25]
- 2008: nombrada miembro de la Deutsche Akademie der Naturforscher Leopoldina
- 2006: miembro de la Organización europea de biología moléculaire
- 2005: miembro de la Asociación Estadounidense para el Avance de la Ciencia
- 2000: Premio L'Oréal-UNESCO a Mujeres en Ciencia[26]
- 1999: miembro de la Academia Nacional de Ciencias de Estados Unidos de Estados Unidos[27]
- 1998: miembro de la Academia Estadounidense de las Artes y las Ciencias
- 1997: miembro del Instituto Médico Howard Hughes